# ページ・スリー・ガール

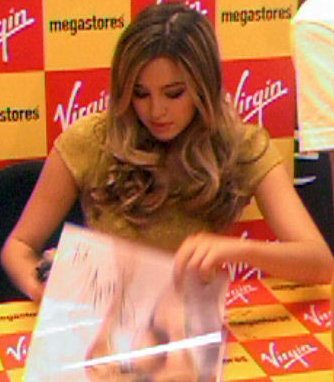
2004年ページ・スリー・アイドルのキーリー・ヘイゼル

ページ・スリー・ガール（ページ・スリー、ページ3）は、イギリスのタブロイド新聞「ザ・サン」の3面の魅力的な女性の大きな写真から成るページ、及び登場した女性モデル。通常モデルはトップレスであるか品のあるヌードである。「ページ・スリー (Page Three)」と「ページ3 (Page 3)」はニューズ・コープ傘下のニューズ・インターナショナル社（ザ・サンの親会社）の登録商標であるが、同様の趣向はイギリスの他のタブロイド紙、世界中の新聞で見られる。

## ページ・スリー・ガールの歴史
1969年、ルパート・マードックは沈滞していた「ザ・サン」を買収してタブロイド紙として再生させた際、3面に半裸の女性モデルの写真を掲載することによって発行部数を伸ばそうと考えた。最初のページ・スリー・ガールは1969年11月17日に登場した、ウーラ・リンドストローム (Ulla Lindstrom) である。彼女は1969年11月のペントハウス・ペットでもあった。リンドストロームはペントハウス誌にはヌードで登場したが、ザ・サンでは挑発的にボタンを外したシャツを着て、魅惑的なポーズをとっている。翌年の終わり頃まで、ページ・スリーの写真は挑発的ではあったが、ヌードではなかった。
1970年11月17日、編集長ラリー・ラム (Larry Lamb) は20歳のドイツ人モデル、ステファニー・ラーン (Stephanie Rahn) の「生まれたままの姿」の写真を掲載し、この日をタブロイド紙にとって記念すべき日とした。撮影は2003年までページ・スリー・ガールのカメラマンとして活躍したビヴァリー・グッドウェイ (Beverley Goodway) が行なった。ラーンは側面から撮られ、ヌードで座する彼女の乳房の片方は完全にあらわになっている。続く数年間、ザ・サンはより明確にトップレスのページ・スリー・ガールを登場させた。これらの写真が多くの論争を引き起こす間にも、ザ・サンは売上を伸ばし、1970年代中頃までには、イギリスで最も人気が高い新聞の1つとしての地位を確立した。ライバルのタブロイド紙、デイリー・ミラーとデイリー・スター (Daily Star) は、違う名前で同様のページを設けた。
ザ・サンのページ・スリーの写真は、通常は正統的な悩殺ポーズをとるモデルが掲載されるが、例えばウィンブルドン選手権の期間中には白いミニスカートを穿いてテニスラケット持つモデルが登場したり、チェルトナムフェスティバルの開催中は乗馬用鞭を持ち、ジョッパーズを穿いたモデルが登場するなど、時事的なスポーツイベントに連動させる事もある。1970年代から1990年代半ばにかけては、写真に添えられるキャプションは、モデルの実生活や関心事に関する、性的にくすぐられる駄洒落と性的にきわどいダブル・ミーニングで満たされていた。このようなキャプションは、1990年代後期からは単純にモデルの名前、年齢、出身地を並べただけの（例えば「キーリー、18歳、ロンドン出身」のような）ものに代えられた。スポーツ関連のコスチュームと小道具の使用も、この時期に大幅に減らされた。
1998年、ページ・スリー・ガールの後、ケイティ・プライス (Jordan) はブラサイズを81cmBカップからGカップまでアップする、数度にわたる豊胸手術を受けた。ザ・サンは豊胸された胸と自然の胸のどちらのモデルを好むか、読者に問う世論調査を実施した。読者が圧倒的に自然の胸を支持した結果を受け、ザ・サンは外科的に胸を変化させたモデルを「禁止する」方針を打ち出した。
1999年、ザ・サンはページ・スリー・ガールのウェブサイト、Page3.comを開設した。ウェブサイトにはタブロイド紙に毎日登場するページ・スリー・ガールの、新聞で発表された写真を含む最大4ポーズの画像がアップされる。また過去のページ・スリー・ガールを紹介するオンライン・アーカイブのメニューもある。
2002年以降、ザ・サンは毎年「ページ・スリー・アイドル」というコンテストを行なっており、イギリス中の女性がページ・スリー・ガールのモデル契約を望んで写真を提出することができる。この結果は公開投票によって決定される。2004年のコンテストは18歳のキーリー・ヘイゼル (Keeley Hazell) が制した。彼女はその後イギリスのトップ・グラマー・モデルとなった。
2003年、ジュリアン・ジョーンズはページ・スリー・ガールを取り上げた『The Curse of Page 3』というドキュメンタリーを製作した。

## ページ・スリー・ガールを巡る論争
ページ・スリーは特に保守層や婦人団体からひんぱんに槍玉に上げられた。一部のフェミニスト評論家は性差別主義的であり、下品であり、搾取的であり、ソフトコアポルノとみなす人もおり、全国紙の内容として不適当だと考えた。そのような批判に応じ、デイリー・ミラーは1980年代にトップレスのモデルの写真掲載を止めた。1986年、バーミンガム・レディウッド選挙区選出の下院議員クレア・ショート (Clare Short) は、トップレスのモデルを全ての新聞から締め出そうという下院運動の先頭に立ったが、不成功に終わった。提起した議案が不首尾に終わった後、ショートは下院の主に男性の議員が「あなたが胸に言及するならば、50人の保守党下院議員は全てくすくす笑って倒れるでしょう。」と言って深刻に問題を受け取らなかったと訴えた。約20年後の2004年、ショートはページ・スリーに反対するキャンペーンを再開したが、気が付くとザ・サンにより悪意に満ちた人格攻撃を受ける側に立たされていた。ザ・サンは彼女の顔をページ・スリー・ガールの身体の上に重ね合わせ、彼女を「太って嫉妬深い」と非難した。
ザ・サンの副編集長時代、レベッカ・ウェイド (Rebekah Wade) はページ・スリー・ガールが女性読者を不快にさせることにより、発行部数に損害を与えていると主張していた。彼女が2003年1月13日にタブロイド紙初の女性編集長になった時、ページ・スリー・ガールを終了するか、モデルがもはやトップレスに見えないように修正してしまうであろうと大方が予想した。しかし、彼女は伝統が不変である証しとして、編集の権限を同名のモデル、レベッカ・ティースデール (Rebekah Teasdale) を就任後初のトップレスのページ・スリー・ガールに選ぶことから始めた。批評家の攻撃からページを擁護するその後の社説で、ウェイドはページ・スリー・ガールのモデルたちを「自ら選択してザ・サンに出演し、仕事を楽しんでいるから、知的で活気に満ちている若い女性」と位置づけた。
ザ・サンや他のイギリスのタブロイド紙は、トップレス・モデルとして16歳程度の若い女の子を登場させた事によっても非難された。サマンサ・フォックス、マリア・ホイッテカー (Maria Whittaker)、デビー・アシュビー (Debee Ashby)、その他多くのページ・スリー・ガールは、16歳でザ・サンでのトップレス・モデルの仕事を開始している。デイリー・スポーツ (The Daily Sport) 紙は例えば1994年のリンゼイ・ドーン・マッケンジーや2003年のチェリー・ディー (Cherry Dee) がトップレスで出演できる16回目の誕生日までカウントダウンさえしたことで知られている。このような写真は1978年の児童保護法の下でイギリスでは法的に許されていたが、多くの他の法域で法的に子供に分類される女の子のトップレス写真が発行される中、批評家たちは釈放された小児性愛者たちの公的な身元証明を含む、未成年者への性的虐待に対するより厳しい法律を求める、マードックのザ・サンとニュース・オブ・ザ・ワールド紙のアイロニーに言及した。2003年性犯罪法がわいせつな写真撮影を法的に禁止する幅を16歳・17歳まで広げたため、これらの若いモデルをめぐる論争は終止符を打たれた。

## 著名なページ・スリー・ガール
| - デビー・アシュビー (Debee Ashby) - シアン・アディジョーンズ (Sian Adey-Jones) 元ボンドガール（1985年『007 美しき獲物たち』） - カースティン・イムリ (Kirsten Imrie) - メラニー・ウォルシュ (Melanie Walsh) - ドナ・エウィン (Donna Ewin) - トレイシー・エルヴィック (Tracey Elvik) - ステイシー・オーエン (Stacey Owen) - タラ・オコナー (Tara O'Connor) - ニナ・カーター (Nina Carter) - ジョアンヌ・ゲスト (Joanne Guest) - ルース・ゴードン (Ruth Gordon) - ラナ・コックス (Lana Cox) - キャロライン・コッシー（チューラ）(Caroline Cossey/Tula) 元男性。元ボンドガール（『007 ユア・アイズ・オンリー』） - デボラ・コリガン (Deborah Corrigan) - キャシー・サムナー (Cassie Sumner) - マリア・シェリフ (Maria Sheriff) - ジリー・ジョンソン (Jilly Johnson) - シャーメイン・シンクレア (Charmaine Sinclair) - レイチェル・ターホースト (Rachel Ter Horst) - レイラニ・ダウディング (Leilani Dowding) - ケイティ・ダウンズ (Katie Downes) - ニコラ・タッペンデン (Nicola Tappenden) - レベッカ・ティースデール (Rebekah Teasdale) - チェリー・ディー (Cherry Dee) - ジャッキー・デグ (Jakki Degg) - キャロル・ニーダム (Carol Needham) - ルース・ハイアム (Ruth Higham) - ソフィー・ハワード (Sophie Howard) - キム・ビンガム (Kim Bingham) | - ルーシー・ピンダー (Lucy Pinder) - メラニー・ジェーン・ブアマン (Melanie Jane Boorman) - サマンサ・フォックス (Samantha Fox) - リサ・フォワード (Lisa Forward) - ケイティ・プライス (Jordan) - フラナガン (Flanagan) - ヴァネッサ・ブランク (Vanessa Branch) - マリーナ・ベイカー (Marina Baker) - キーリー・ヘイゼル (Keeley Hazell) - マリア・ホイッテカー (Maria Whittaker) - ローレン・ポープ (Lauren Pope) - ヴィッキー・ホッジ (Vicki Hodge) - ミシェル・マーシュ (Michelle Marsh) - ゾーイ・マコネル (Zoe McConnell) - リンゼイ・ドーン・マッケンジー (Linsey Dawn McKenzie) - ゲイル・マッケンナ (Gail McKenna) - ケリー・マリー (Kelle Marie) - スザンヌ・ミッツィ (Suzanne Mizzi) - ジェーン・ミドルミス (Jayne Middlemiss) - リリアン・ミューラー (Lillian Müller) - へザー・ミルズ (Heather Mills) ポール・マッカートニーの元妻。 - テレサ・メイ (Teresa May) - メリンダ・メッセンジャー (Melinda Messenger) - コリン・ラッセル (Corinne Russell) - ケイティ・リッチモンド (Katie Richmond) - シャニーン・リントン (Shanine Linton) - リンダ・ルサルディ (Linda Lusardi) - キャシー・ロイド (Kathy Lloyd) - デビー・ロウ (Debbie Jackson) マイケル・ジャクソンの元妻。 |